# Луговой (Омская область)
Луговой — посёлок в Любинском районе Омской области России. Входит в состав Центрально-Любинского сельского поселения.

## География
Населённый пункт находится на юго-западе центральной части Омской области, в лесостепной зоне, в пределах Ишимской равнины, на расстоянии примерно 18 километров (по прямой) к западу-юго-западу (WSW) от посёлка городского типа Любинский, административного центра района. Абсолютная высота — 115 метров над уровнем моря.

### Часовой пояс
Посёлок Луговой, как и вся Омская область, находится в часовой зоне МСК+3. Смещение применяемого времени относительно UTC составляет +6:00.

## Население
| 2010 |
| ---- |
| 166  |

Гендерный состав
По данным Всероссийской переписи населения 2010 года в гендерной структуре населения мужчины составляли 51,2 %, женщины — соответственно 48,8 %.
Национальный состав
Согласно результатам переписи 2002 года, в национальной структуре населения русские составляли 76 % из 208 чел.

## Улицы
Уличная сеть посёлка состоит из четырёх улиц.